# Raemian Caelitus
Raemian Caelitus, anteriormente sabido cuando Raemian Ichon Rex es un complejo de tres rascacielos en Seúl, Corea del Sur que consta de tres alto-acabar torre residencial. Torre 101 es el 12.º edificio más alto en Seúl y el más alto en Yongsan Distrito. El lujo el complejo residencial estuvo completado en 2015. Pasando por alto el Han Río en el centro de Seúl, el Raemian Caelitus las torres son una vista prominente  de las orillas del río.